# Linked Hybrid
Linked Hybrid es un complejo de edificios situado en Pekín, China, diseñado por Steven Holl Architects. Se construyó entre 2003 y 2009 y contiene 644 apartamentos. Fue reconocido por su diseño medioambiental y el uso de pozos geotérmicos para refrigeración y calefacción. Linked Hybrid ha ganado varios premios, como el de Mejor Edificio Alto del Mundo por el Consejo de Edificios Altos y Hábitat Urbano en 2009.
Fue diseñado como una combinación de espacios públicos y privados orientada a los peatones que estimula el uso de recursos compartidos y reduce la necesidad de modos de transporte contaminantes.

## Construcción
Linked Hybrid se construyó entre 2003 y 2009. Tiene unos 2500 habitantes.

## Diseño sostenible
El sistema de bombeo de calor geotérmico de Linked Hybrid representa el 70% de los gastos anuales de refrigeración y calefacción del edificio. Este sistema consiste en 655 pozos geotérmicos, 100 metros por debajo de los cimientos. Estos pozos subterráneos han sustituido al espacio necesario para las torres de refrigeración, aumentando las zonas verdes, reduciendo el ruido y las emisiones de CO2 generadas por los métodos tradicionales.
Linked Hybrid usa una técnica llamada ventilación por desplazamiento, que consiste en que desde el suelo se libera aire ligeramente por debajo de la temperatura deseada en la habitación. Este aire frío desplaza el aire caliente, provocando que se expulse de la habitación y consiguiendo una menor temperatura y un ambiente fresco.

## Premios
- Popular Science Engineering Award al Mayor Complejo Residencial Geotérmico, USA, 2006
- Premio al Diseño Sostenible de la Sección de Nueva York de la AIA, 2008
- CTBUH 2009 Mejor Edificio Alto Asia y Oceanía
- CTBUH 2009 Mejor Edificio Alto del Mundo
- Architectural Record China, "Good Design is Good Business" Premio al Mejor Proyecto Residencial, 2010